# Treno Alta Velocità

Schnellfahrstrecken in Italien 2012

Treno Alta Velocità SpA (oder TAV) ist eine Zweckgesellschaft für die Planung und Errichtung eines Hochgeschwindigkeitsverkehrsnetzwerkes in Italien.

## Zweck
Der Zweck von Treno Alta Velocità ist die Errichtung von Hochgeschwindigkeitskorridoren für den Eisenbahnverkehr dort, wo konventionelle Strecken keine weitere Kapazität mehr bereitstellen können. Der primäre Fokus lag auf zwei Korridoren: eine Nord-Süd-Verbindung von Mailand nach Salerno und eine Ost-West-Verbindung im Norden Italiens von Turin nach Triest. Die Ziele der Gesellschaft bestehen aus der Anpassung des italienischen Eisenbahnnetzwerkes an europäische Eisenbahnstandards, Erweiterung der Hochgeschwindigkeitsverbindungen durch das Land und die hiermit verbundenen Reisezeitverkürzungen zwischen den größten Städten Italiens, einer starken Vergrößerung der Streckenkapazitäten und Zugfolgefrequenzen sowie eine Verbesserung der Sicherheit durch Erneuerungen der Leit- und Sicherungstechnik. Die Schnellfahrstrecken werden tagsüber hauptsächlich für den Personenverkehr genutzt (AV – Alta Velocità, hohe Geschwindigkeit) und nachts für den Güterverkehr (AC – Alta Capacità, hohe Kapazität). Ein weiteres Ziel ist die Entlastung der bestehenden, konventionellen Strecken, auf denen dann der Regional- und Nahverkehr ausgebaut werden kann.

## Kritik
Im Rahmen des Baus des Mont-Cenis-Basistunnels kam es in der italienischen Regierung (Kabinett Conte) zu größeren Auseinandersetzungen.
Matteo Salvini, Innenminister und Parteivorsitzender der Lega Nord, hat am 8. August 2019 vorgezogene Neuwahlen gefordert. Zuvor hatten Senatoren der Partei Movimento 5 Stelle im Senat gegen das Projekt gestimmt. Salvini hatte auch Wochen zuvor schon aus anderen Anlässen mit vorgezogenen Wahlen gedroht.